# Северный пост (Харьков)
Северный пост (Пост Северный Сортировочный) (укр. Північний пост, Пост Північний-Сортувальний) — железнодорожная платформа Южной железной дороги, находящаяся в Ленинском районе Харькова.
У платформы расположен Константино-Еленовский храм (Харьков), водокачка 19 века (памятник архитектуры) и Харьковский областной военкомат. Поезда дальнего следования по платформе Северный пост не останавливаются.

## Путевое развитие
Платформами оборудованы два главных пути станции Харьков-Сортировочный.

## Сооружения
Здание вокзала с кассой, лестницы для подъёма к путепроводу.

## Поезда
Участок Харьков-Белгород обслуживается электропоездами ЭР2, ЭР2Р, ЭР2Т депо Харьков и ЭР2, ЭД4, ЭД4М депо Белгород.
В нечётном направлении поезда идут до станции Харьков-Пассажирский, в чётном — до станций Дергачи, Казачья Лопань, Наумовка, Белгород.